# Discoglossus sardus
O sapo-pintado-tirreno (Discoglossus sardus) é um anuro que pertence a família Discoglossidae e é endêmico das pequenas ilhas da França e da Itália.

## Descrição
O sapo-pintado-tirreno possui duas variedades de cores pradrão. As cores lisas, como indivíduos marrom-escuro, cinza-escuro, acermelhado ou castanho-avermelhado ou marrom com manchas escuras. No último caso citado, os pontos não são leves gumes. Embora esta espécie possua uma marcação semelhante ao do D. Montalentii, ele pode ser distinguido do  mesmo por uma série de características. O quarto dedo do D. montalentii é maior do que a ponta da base direita do primeiro, enquanto o quarto dedo do D. sardus  fica mais fino da base para baixo. As patas traseiras do D. sardus são menores que as do D. montalentii.

## Distribuição geográfica  e habitat
O sapo-pintado-tirreno é restrito d a Sardenha(incluindo o Arquipélago de Maddalena e da ilha de San Pietro),Córsega e várias pequenas ilhas do mar Tirreno: Iles d'Hyères, Giglio,Montecristo.  Na Itália, a espécie é relatada a partir da pequena península Monte Argentario (Toscana).  O sapo-pintado-tirreno habita uma variedade de biótopos.  Do litoral aberto, ventoso e desolada entre Bonifácio e Pertusato Cap, para a floresta os fluxos de la Forêt de Bavella, e de maquis mediterrânico no nível do mar para as florestas de montanha de coníferas.  Em contraste com a D.  montalentii, D.  sardus também ocupa um pouco águas salobras.
Devido a recente descoberta do sapo-pintado-tirreno pouco se sabe ainda de sua distribuição geográfica específica. Mas em Córsega ja se sabe que esta espécie é abundante.